# Вардарська бановина

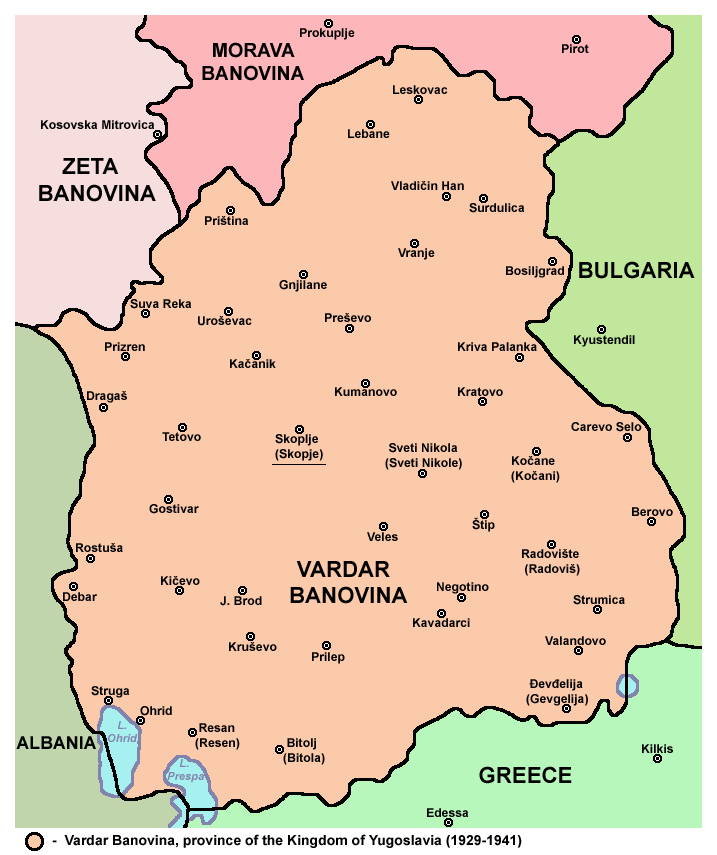

Ва́рдарська банови́на (сербохорв. Vardarska banovina/Вардарска бановина) — провінція Королівства Югославія, одна з дев'ятьох югославських бановин за адміністративно-територіальним поділом Югославії, чинним з 1929 по 1941 рік.

## Географія
Вардарська бановина розташовувалася в найпівденнішій частині королівства, на території сучасних  Північної Македонії, Південної  Сербії та південно-східної частини краю  Косово і Метохії. На півночі бановина межувала з  Зетською і  Моравською бановинами, на заході межі бановини визначав кордон між Югославією та  Албанією, на півдні — кордон з  Грецією, а на сході — з  Болгарією.
Бановина дістала свою назву від річки Вардар. Її адміністративним центром вважалося місто Скоп'є (серб. Скопле).

## Поділ
У 1941 році в ході Другої світової війни країни нацистського блоку загарбали Вардарську бановину і поділили її між Болгарією, окупованою німцями Сербією та захопленою фашистською Італією Албанією.
Після війни провінція увійшла в СФРЮ: її більша південна частина стала Соціалістичною республікою Македонія, а менша північна — частиною Соціалістичної республіки Сербія.